# Liste der Mitglieder des Landtags des Herzogtums Sachsen-Altenburg ab 1841
Diese Liste gibt einen Überblick über alle Mitglieder des Landtages des Herzogtums Sachsen-Altenburg am Anfang der Wahlperiode 1841.
| Abgeordneter                                                      | Stand              | Kreis/Stadt/Bezirk           | Anmerkung                          |
| ----------------------------------------------------------------- | ------------------ | ---------------------------- | ---------------------------------- |
| Königlich sächsischer Staatsminister Bernhard August von Lindenau | Rittergutsbesitzer | Altenburgischer Kreis        | Landschaftspräsident               |
| Königlich sächsischer Staatsminister Eduard von Wietersheim       | Rittergutsbesitzer | Altenburgischer Kreis        | 0                                  |
| Reinhold von Bärenstein                                           | Rittergutsbesitzer | Altenburgischer Kreis        | 0                                  |
| Alfred Freiherr von Seckendorff                                   | Rittergutsbesitzer | Altenburgischer Kreis        | Gehülfe des Landschaftspräsidenten |
| Gustav Adolf Freiherr von Beust                                   | Rittergutsbesitzer | Altenburgischer Kreis        | 0                                  |
| Louis Graf und Herr von Beust                                     | Rittergutsbesitzer | Altenburgischer Kreis        | 0                                  |
| Justizrat und Stadtschultheiß Gottwerth Friedemann Löber          | Rittergutsbesitzer | Saal-Eisenbergischer Kreis   | 0                                  |
| Kammerjunker von Einsiedel auf Hartmannsdorf                      | Rittergutsbesitzer | Saal-Eisenbergischer Kreis   | 0                                  |
| Ernst Friedrich Philipp von Schwarzenfels                         | Rittergutsbesitzer | Saal-Eisenbergischer Kreis   | 0                                  |
| Stadtsyndikus Christian Philipp Schnuphase                        | Bürger             | Stadt Altenburg              | 0                                  |
| Finanzrat Gottlob Friedrich Lippold                               | Bürger             | Stadt Ronneburg              | 0                                  |
| Tuchfabrikant Friedrich Wilhelm Landmann                          | Bürger             | Stadt Schmölln               | 0                                  |
| Johann Gottfried Sack                                             | Bürger             | Stadt Gößnitz und Meuselwitz | 0                                  |
| Wilhelm Friedrich Voigt                                           | Bürger             | Stadt Kahla und Orlamünde    | 0                                  |
| Moritz Heinrich Meißner                                           | Bürger             | Stadt Eisenberg              | 0                                  |
| Friedrich August Fritzsche                                        | Bürger             | Stadt Roda                   | 0                                  |
| Zacharias Kresse                                                  | Bauern             | Altenburgischer Amtsbezirk   | 0                                  |
| Hans Thurm                                                        | Bauern             | Altenburgischer Amtsbezirk   | 0                                  |
| Michael Bauch                                                     | Bauern             | Altenburgischer Amtsbezirk   | 0                                  |
| J. Heinzsch                                                       | Bauern             | Altenburgischer Amtsbezirk   | 0                                  |
| Meiser                                                            | Bauern             | Ronneburgischer Amtsbezirk   | 0                                  |
| Johann Georg Müller                                               | Bauern             | Kahlaischer Amtsbezirk       | 0                                  |
| Bauer                                                             | Bauern             | Eisenbergischer Amtsbezirk   | 0                                  |
| Dan. Ruppe                                                        | Bauern             | Rodaischer Amtsbezirk        | 0                                  |